# NGC 92
NGC 92 ist eine wechselwirkende Spiralgalaxie im Sternbild Phönix am Südsternhimmel. Sie ist etwa 141 Millionen Lichtjahre von der Milchstraße entfernt, mit einem Durchmesser von ca. 80.000 Lichtjahren. Gemeinsam mit NGC 87, NGC 88, NGC 89 bildet diese Galaxie die Galaxiengruppe Roberts Quartett. Ihr verzerrtes Aussehen (insbesondere die 100.000 Lichtjahre langen Arme) ist sehr wahrscheinlich auf gravitative Wechselwirkung mit ihren Nachbarn zurückzuführen.
Die Galaxie NGC 92 wurde am 30. September 1834 von dem britischen Astronomen John Frederick William Herschel entdeckt.